# Collegium Germanicum
Collegium Germanicum et Hungaricum, lub po prostu Collegium Germanicum – nazwa założonej w roku 1552 w Rzymie szkoły dla duchownych katolickich. Nauczanie było prowadzone w języku niemieckim i węgierskim.
Założona mocą bulli papieskiej Juliusza III 31 sierpnia 1552, celem przeciwdziałania reformacji w krajach niemieckojęzycznych. Zarządzana przez Jezuitów. Od 1580 jej oficjalna nazwa brzmiała Pontificium Collegium Germanicum et Hungaricum de Urbe.